# Humberto Mariles Cortés
Humberto Mariles Cortés (Hidalgo del Parral, 13 de junio de 1913-París, 6 de diciembre de 1972) fue un militar y jinete mexicano que compitió en las modalidades de salto ecuestre y concurso completo.
Participó en dos Juegos Olímpicos de Verano en los años 1948 y 1952, obteniendo tres medallas en Londres 1948, dos oro en salto individual (montando a "Arete") y por equipos; y bronce en concurso completo por equipos. Esta actuación resulta significativa en la historia del olimpismo mexicano, pues le permiten ostentar dos hitos: único deportista mexicano ganador de dos medallas de oro olímpica, y el único en obtener tres preseas en una misma edición. En los Juegos Panamericanos de 1955 consiguió una medalla de oro.

## Palmarés internacional
| Juegos Olímpicos     | Juegos Olímpicos          | Juegos Olímpicos | Juegos Olímpicos |
| Año                  | Lugar                     | Medalla          | Categoría        |
| -------------------- | ------------------------- | ---------------- | ---------------- |
| 1948                 | Londres (Reino Unido)     | Medalla de oro   | Individual       |
| 1948                 | Londres (Reino Unido)     | Medalla de oro   | Por equipos      |
| Juegos Panamericanos |                           |                  |                  |
| Año                  | Lugar                     | Medalla          | Categoría        |
| 1955                 | Ciudad de México (México) | Medalla de oro   | Por equipos      |

| Juegos Olímpicos | Juegos Olímpicos      | Juegos Olímpicos  | Juegos Olímpicos |
| Año              | Lugar                 | Medalla           | Categoría        |
| ---------------- | --------------------- | ----------------- | ---------------- |
| 1948             | Londres (Reino Unido) | Medalla de bronce | Por equipos      |

## Vida personal
En agosto de 1964 le disparó a un hombre causándole la muerte, luego de haber discutido con él en las calles de la Ciudad de México por un incidente automovilístico. Buscando evitar la condena por su crimen, huyó hacia Texas, donde permaneció prófugo hasta junio de 1965. Al regresar a su país, recibió una condena de 20 años de prisión por el homicidio, pero fue indultado por Luis Echeverría Álvarez en 1971.
Por sus dificultades económicas terminó por involucrarse en una red internacional de narcotráfico. Por ello, en noviembre de 1972, viajó a Francia para retirar un cargamento de heroína, la cual ingresó luego ilegalmente a México. Tras tener éxito con la maniobra, en diciembre regresó al país europeo para buscar más droga, pero esta vez no tuvo la misma suerte y terminó arrestado por la policía local. Mientras se encontraba detenido en la prisión de La Santé sufrió un edema pulmonar que acabó con su vida. Sus restos mortales fueron repatriados a su país, donde fue sepultado. 